# Mleh
Ne pas confondre avec Mélias ou Mleh le Grand, prince arménien des IXe – Xe siècle
Mleh (en arménien Մլեհ ; † 1175) est un prince des Montagnes roupénide ayant régné de 1170 à 1175. Il est un fils de Léon Ier, lui-même prince des Montagnes.

## Biographie
Son père a conquis toute la Cilicie, mais est vaincu en 1138 par l'empereur byzantin Jean II Comnène, et exilé avec son fils aîné Thoros II à Constantinople. Avec son frère Stéphane, ils se réfugient à Édesse chez leur cousin Josselin II. Il revient en Cilicie en 1143, quand son frère Thoros, qui a réussi à s'évader, commence à reconquérir le pays.
En 1164, il tente d'assassiner son frère pour prendre sa place, mais le complot est déjoué, et il s'enfuit à Antioche, où il tente de se faire templier, puis part à la cour de Nur ad-Din. À la mort de Thoros, Nur ad-Din lui confie une armée pour qu'il conquière la Cilicie. Thomas, le régent, ne pouvant faire face, s'enfuit à Antioche, où Mleh le fait assassiner, et le jeune prince Roupen est jeté en prison puis assassiné.
Son règne est un objet de scandale chez les Arméniens, en raison de son alliance avec Nur ad-Din, et de sa politique anti-croisé. Entre autres, il attaque en 1171 l'armée d'Étienne de Champagne, comte de Sancerre, qui quittait la Terre sainte. Pourtant, c'est cette alliance qui permet aux Arméniens de conquérir complètement la Cilicie, puis d'en éliminer définitivement les Byzantins. Il reprend les villes d'Adana, Mamistra et Tarse en 1173.
Mais les sentiments du peuple arménien ont profondément été heurtés par cette alliance, et Mleh est assassiné le 15 mai 1175 à Sis par ses soldats, qui donnent le trône à son neveu Roupen III.

## Mariage et enfants
Il épouse une fille de Vasil l'ancien, seigneur de Gargar, de la famille de Souren-Pahlavouni, et de Marie de Lampron.
D'une maîtresse, il a un fils, Grigor, qui est aveuglé en 1175 et qui meurt en 1209.